# Linda Blair
Linda Denise Blair (St. Louis, 22 januari 1959) is een Amerikaans actrice en voormalig kindster.

## Biografie
Blair begon als kind haar carrière als model. Kort daarna schakelde ze over naar film en televisie. Ze wilde arts worden, maar begon in de jaren zeventig in films te spelen om haar belangstelling voor paarden te kunnen waarmaken.
Na kleine rollen in The Way We Live Now (1970) en The Sporting Club (1971) kreeg Blair in 1973 een hoofdrol in een van de bekendste horrorfilms ooit, The Exorcist. Hiervoor werd ze genomineerd voor een Academy Award.
Sinds The Exorcist speelde Blair om de een à twee jaar in een film, waaronder Airport 1975 (1974) en Exorcist II: The Heretic (1977). In 1990 speelde ze een hoofdrol als Nancy Aglet in Repossessed, een parodie op de film die haar wereldberoemd maakte, The Exorcist.
Het leven als beroemdheid eiste zijn tol van Blair. In 1977 werd ze gearresteerd wegens een poging tot het kopen van cocaïne. Ze kreeg geen gevangenisstraf, maar werd wel gedwongen af te kicken.
Hierdoor werd ze al snel minder populair. Na in meerdere B-films te hebben gespeeld, ging Blair in de jaren 80 haar echte droom achterna: paardrijden.

## Filmografie (selectie)
- 1973: The Exorcist
- 1974: Airport 1975
- 1974: Born Innocent (tv-film)
- 1975: Sarah T, Portrait of a Teenage Alcoholic
- 1975: Sweet Hostage (tv-film)
- 1976: Victory at Entebbe (tv-film)
- 1977: Exorcist II: The Heretic
- 1978: Stranger in Our House (tv-film)
- 1979: Roller Boogie
- 1979: Wild Horse Hank
- 1980: Ruckus
- 1981: Hell Night
- 1983: Chained Heat
- 1984: Night Patrol
- 1984: Savage Streets
- 1985: Red Heat
- 1985: Savage Island
- 1988: Moving Target
- 1988: Grotesque
- 1988: Witchery
- 1989: W.B., Blue and the Bean
- 1990: Repossessed
- 1991: Fatal Bond
- 1995: Sorceress
- 1996: Scream (onvermeld)
- 2003: Monster Makers (tv-film)
- 2005: Hitters Anonymous